# Kollo
Kollo este o comună urbană din departamentul Kollo, regiunea Tillabéri, Niger, cu o populație de 29.359 de locuitori (2001).